# Filip Borowski
Filip Borowski (ur. 26 maja 1959 w Warszawie) – polski satyryk, tekściarz, aktor, konferansjer, anonser sztuk walki i prezenter mityngów lekkoatletycznych, założyciel i szef kabaretu „Filip z konopi” Filipa Borowskiego(kwiecień 1992).

## Życiorys
Lata 1977-1980 to początki działalności estradowej Filipa Borowskiego w studenckim kabarecie warszawskiego AWF-u „Pod Psem” u boku Pawła Dłużewskiego. W 1983 r. zdobył nagrodę w Turnieju Młodych Talentów w Krakowie.  Do roku 1984 występował w krakowskich kabaretach „Takich dwóch…” z Marcinem Dańcem i „Armia Zbawienia” z Leszkiem Kumańskim oraz kieleckim „Pigwa Show” z Bronisławem Opałko. W 1983 r. wystawił w warszawskim klubie Riviera-Remont estradowy program „Parodia TVP-Studio 2” z udziałem Janusza Gajosa, Wiesława Gołasa, Wojciecha Pokory. Jest autorem scenariusza i reżyserem. Po kilku dniach cenzura PRL zdjęła program z afisza. W latach 1984-89  był autorem i wykonawcą w warszawskim kabarecie „Szerszeń”, gdzie w kawiarniach Nowy Świat i Hotelu Grand występował u boku Kazimierza Brusikiewicza, Lidii Korsakównej, Aliny Janowskiej, Hanki Bielickiej, Janusza Rewińskiego, Krzysztofa Majchrzaka, Jana T. Stanisławskiego i Jonasza Kofty.
Po występach w USA dla Polonii w Chicago w kwietniu 1992 r. założył kabaret „Filip z konopi", gdzie występował z recitalami autorskimi. Po kilku miesiącach stały skład współtworzyli: wokalistka Danuta Stankiewicz i mim Piotr Suzin. Tradycją, kultywowaną do dziś jest udział w programie kabaretu specjalnych gości - gwiazd polskiej estrady. Występowali tam m.in. Hanka Bielicka, Irena Jarocka, Bogusław Wyrobek, Władysław Komar,
Krystyna Sienkiewicz, Janina Jaroszyńska, Ryszard Rynkowski, Bohdan Łazuka, Andrzej Rosiewicz, Ewa Kuklińska, Andrzej Rybiński, Lidia Stanisławska, Danuta Stankiewicz i wielu innych.
Od stycznia 2009 r. stałą siedzibą Kabaretu jest Scena CPK na warszawskiej Pradze Płd przy Podskarbińskiej 2, gdzie w czwarty czwartek każdego miesiąca odbywa się premiera nowego programu.
Członek Polskiego Związku Autorów i Kompozytorów Rozrywkowych - ZAKR oraz Związku Autorów i Kompozytorów Scenicznych - ZAiKS
Żonaty (żona Regina Pytko-Borowska), ma dwoje dzieci (Emanuela i Patrycję).

### Występy
- 1994 – scenarzysta, reżyser i wykonawca w telewizyjnym serialu „Jaja na boczku” (24 odcinki)
- 2007 – rola aktorska jak reporter w serialu TVP „Dylematu 5”
- 2011 – rola aktorska jako anonser boksu w serialu TVN „Prosto w serce”.
- 2015 – pomysłodawca wydarzenia artystycznego „Giganci sceny” z Bohdanem Łazuką i Andrzejem Rosiewiczem, gdzie był prezenterem i wykonawcą monologów satyrycznych.